# مارتاین کایزر
مارتاین کایزر (هلندی: Martijn Keizer؛ زادهٔ ۲۵ مارس ۱۹۸۸) دوچرخه‌سوار اهل هلند است.
از باشگاه‌هایی که در آن رکاب زده‌است می‌توان به تیم لوتوان‌ال–یومبو، تیم دوچرخه‌سواری رابوبانک دولوپمنت، و تیم دوچرخه‌سواری وکانسولیل–دی‌سی‌ام اشاره کرد.